# Eric Bibb

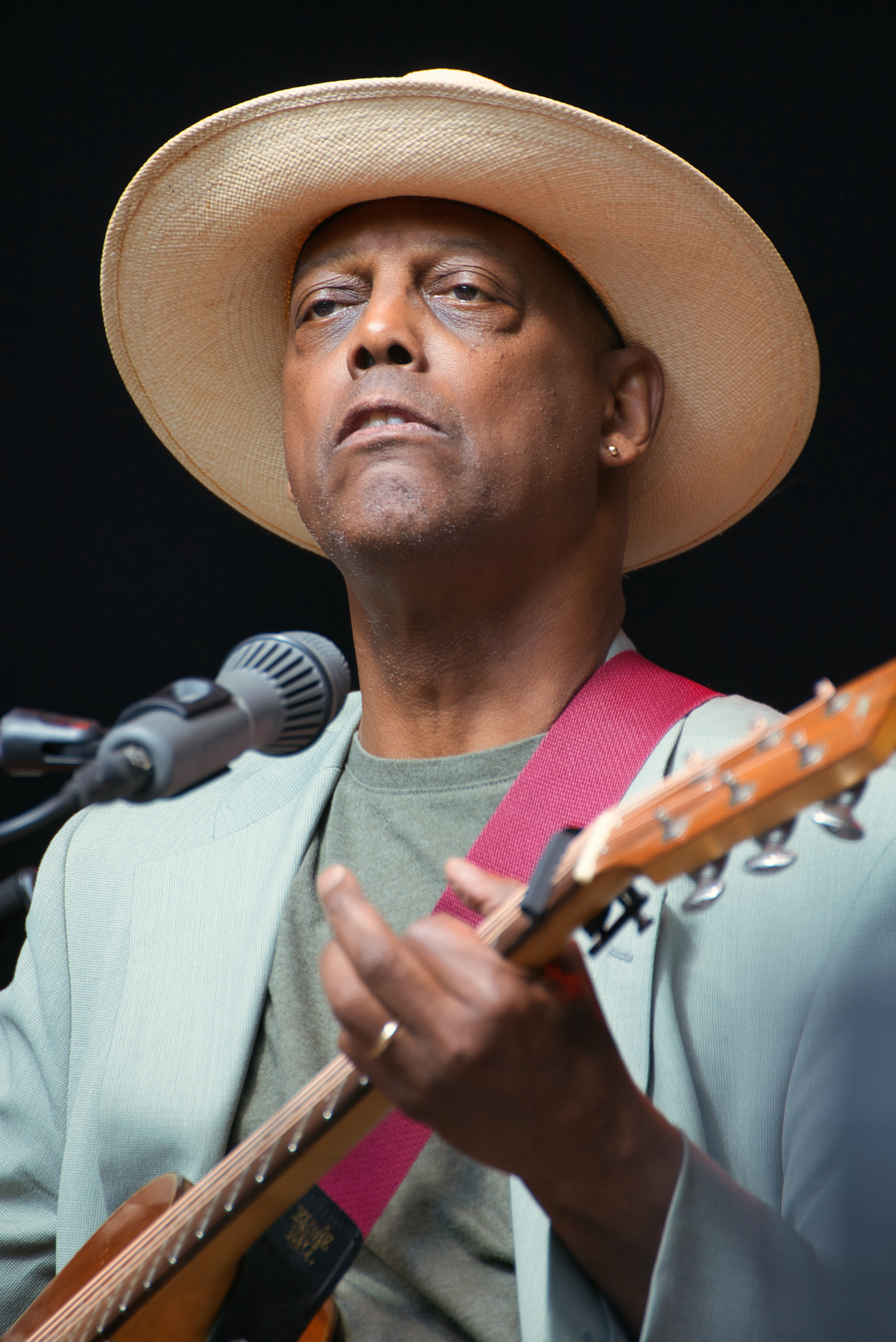
Eric Bibb auf dem Rudolstadt-Festival 2024

Eric Bibb (* 16. August 1951 in New York) ist ein US-amerikanischer Bluesmusiker und Singer-Songwriter, der fast ausschließlich mit akustischer Gitarre (und Hut) auftritt und mehrfach für den Handy bzw. Blues Music Award nominiert wurde; sein Musikstil, bei dem er häufig Fingerpicking-Techniken einsetzt, vermischt akustischen Blues mit Folk, Gospel, R&B und Soul.
Bibb ist der Sohn des Folk-Sängers und Schauspielers Leon Bibb, mit dem zusammen er auch zwei Alben aufnahm.

## Biografie

### Kindheit und Jugend
Als Sohn Leon Bibbs wuchs Eric in New York in einer musikalisch vor allem durch Folkmusik geprägten Umgebung auf, in der er unter anderem mit den Musik-Freunden seines Vaters wie Pete Seeger, Bob Dylan oder Odetta und seinem Onkel Kontakt hatte, dem bekannten Jazz-Pianisten und Komponisten John Lewis. Seinem Taufpaten, dem Künstler und Bürgerrechtler Paul Robeson, widmete Eric im Jahr 2006 zusammen mit seinem Vater das Album Praising Peace – A Tribute To Paul Robeson.
Nachdem er im Alter von 7 Jahren begonnen hatte, Folkgitarre zu spielen, lernte Bibb ab dem 13. Lebensjahr auf einer High School mit künstlerischem und musikalischem Schwerpunkt auch Gesang und weitere Instrumente wie Kontrabass, Konzertgitarre und Klavier.
Während seiner Jugend wurde Bibb stark durch die ausgeprägte Folkszene des Greenwich Village der damaligen Zeit geprägt und sieht sich noch heute nicht zwingend nur als Bluesmusiker, sondern betont, dass er keinen großen Unterschied zwischen Folk und Blues sehe.
Im Alter von 16 Jahren wurde er schließlich als Gitarrist in die ständige Begleitband der TV-Talentshow Someone New seines Vaters aufgenommen. In dieser Zeit beeinflusste ihn musikalisch sein Onkel John Lewis, der als Jazz-Musiker mit Miles Davis zusammengearbeitet hatte und später lange im Modern Jazz Quartet spielte – dieser brachte ihm vor allem die Bluesmusik nahe.
Etwas später spielte Bibb auch Gitarre für die Negro Ensemble Company und nahm zunächst ein Studium der Fächer Russisch und Psychologie an der Columbia University auf.

### Beginn der Solokarriere
1970 verließ Bibb allerdings ohne Studienabschluss die Vereinigten Staaten und ging nach Europa, wo er noch heute überwiegend lebt: Über Paris, wo er in Kontakt mit Mickey Baker kam, der ihn für das Gitarrenspiel Robert Johnsons begeisterte, übersiedelte er nach Stockholm. Dort befasste er sich vor allem mit dem Blues aus der Zeit vor dem Zweiten Weltkrieg und trat regelmäßig mit eigenen Kompositionen auf.
1972 erschien in Schweden seine erste LP namens Ain’t It Grand; 1980 kehrte Bibb schließlich nach New York zurück, um dort seine Karriere als professioneller Blues- und Folkmusiker fortzusetzen. Nach mäßigem Erfolg kehrte er Mitte der 1980er Jahre nach Schweden zurück, wo er als Musiklehrer arbeitete, jedoch nebenbei weiterhin auftrat und in Stockholms Weltmusikszene involviert war.
Weitere seiner LPs erschienen von den 1970er bis in die 1990er Jahre bei verschiedenen schwedischen Musiklabels, meist beim Independent-Label Opus 3. Teilweise kooperierte Bibb dabei mit anderen in Schweden ansässigen amerikanischen Musikern wie dem Blues-Mandolinisten Bert Deivert oder der Gospelsängerin Cyndee Peters. Außerdem arbeitete er im Auftrag von Bertelsmann Music Group (BMG) als Songschreiber für andere Künstler.

### Erste Erfolge und kommerzieller Durchbruch

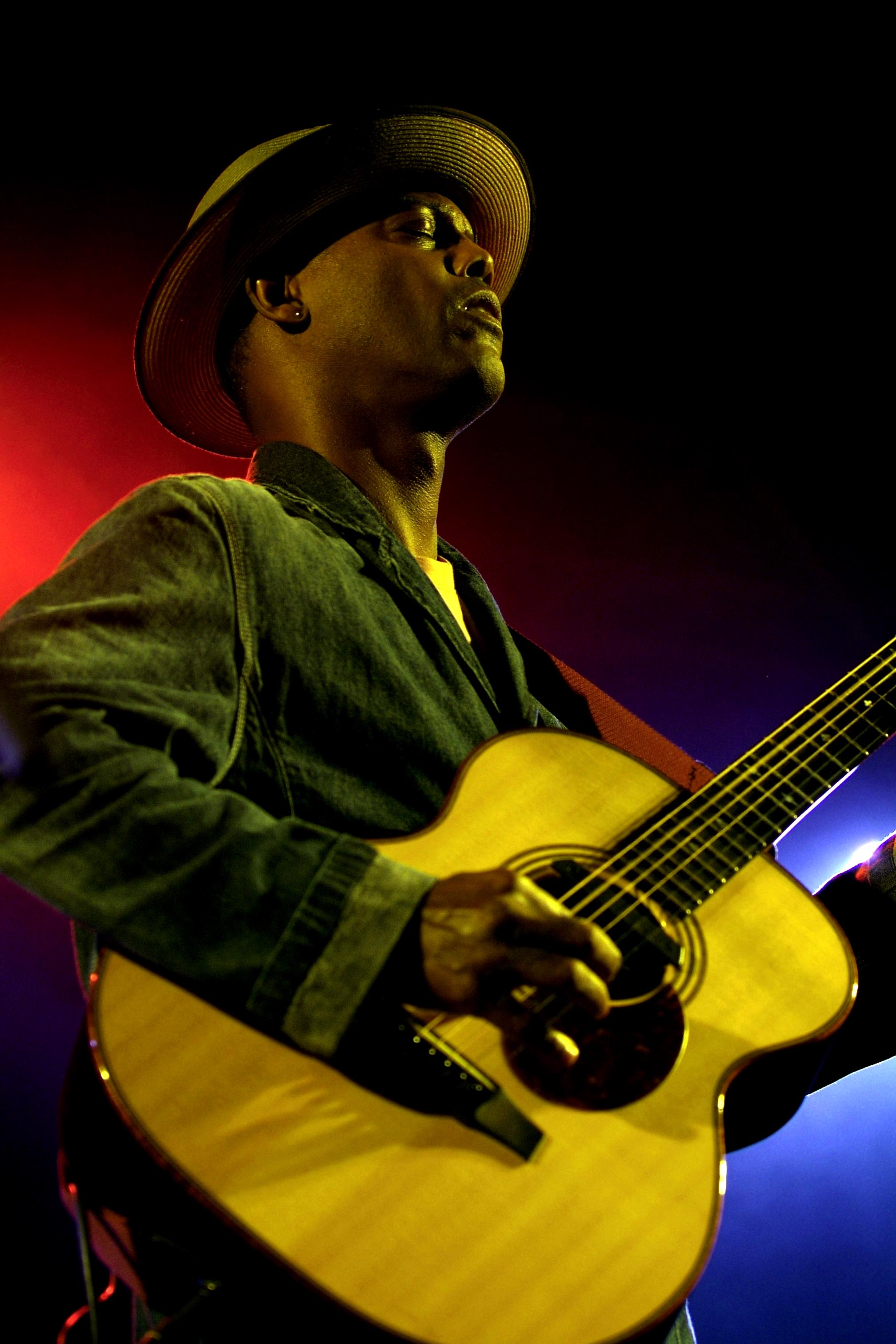
Eric Bibb (2006)

Größere öffentliche Aufmerksamkeit bekam Bibb Mitte der 1990er Jahre unter anderem durch einen gemeinsamen Auftritt mit Corey Harris und Keb’ Mo’ beim London Blues Festival 1996. Seine Alben Spirit & The Blues von 1995 und Good Stuff von 1997, beide unter Mitwirkung der Needed Times-Band, wiesen erneut deutliche Gospel- und Folkeinflüsse auf. Diese LPs waren seine ersten, die – mit Verzögerung – auch in den USA veröffentlicht wurden.
Seine Kooperation mit Taj Mahal und Linda Tillery auf der CD Shakin’ a Tailfeather von 1997, einer Zusammenstellung von Liedern für Kinder, wurde mit einer Grammy-Nominierung belohnt.
In den folgenden Jahren tourte Bibb, der als hervorragender Live-Musiker gilt, regelmäßig durch Nordamerika, Australien, Europa und trat dort bspw. beim Glastonbury Festival, beim WOMAD und in der Royal Albert Hall auf; in Nordamerika tourte er u. a. mit Ray Charles, Etta James, Robert Cray, John Mayall und Robben Ford. Weitere CD-Veröffentlichungen, mit Gastmusikern wie Pops und Mavis Staples, Bonnie Raitt, Ruthie Foster, Odetta, Guy Davis, Charlie Musselwhite, Bill Lee, Mamadou Diabaté und Taj Mahal, folgten. Live-Aufnahmen seiner Konzerte sind, in verschiedenen Bandbesetzungen, auf der CD An Evening with Eric Bibb und der Doppel-CD Live à FIP veröffentlicht worden.
Ab 2005 gelang Bibb endgültig auch der kommerzielle Durchbruch in den USA: Die Studioalben A Ship Called Love (2005), Diamond Days (2007) und Get Onboard (2008) verkauften sich gut und erreichten jeweils vordere Platzierungen in der Kategorie Top Blues Albums der Billboard Charts. Songs von diesen CDs wurden u. a. im Film Gospel Hill und in der TV-Serie The District verwendet.
Sein im Januar 2010 veröffentlichtes Album Booker’s Guitar widmete er der Blueslegende Booker White, wobei der gleichnamige Titelsong des Albums auf einer Resonatorgitarre aus den 1930er Jahren eingespielt wurde, die White gehört haben soll. Die 13 Eigenkompositionen des Albums, ergänzt durch eine Interpretation des Folk-Traditionals Wayfaring Stranger und die Coverversion von Blind Willie Johnsons Nobody’s Fault But Mine, sind überwiegend durch den akustischen, klassischen Delta-Blues der Vorkriegszeit inspiriert, jedoch modern interpretiert im Stile Bibbs. Sein Gesang und Gitarrenspiel wird – im Gegensatz zu seinem letzten Studioalbum Get Onboard, das mit einer Reihe verschiedener Musiker und Instrumente aufgenommen wurde – lediglich auf einigen Songs durch das Mundharmonikaspiel von Grant Dermody ergänzt. Das Album erreichte Platz 1 in der Kategorie Top Blues Albums der Billboard Charts und brachte ihm zahlreiche gute Kritiken und erneut zwei Nominierungen – in den Kategorien Best Acoustic Blues Album und Best Acoustic Blues Artist – der Blues Music Awards 2011 ein.
Eric Bibb lebt mit seiner Frau Ulrika, die ebenfalls Musikerin ist, in Schweden. Auch seine Tochter Yana ist Sängerin.

## Diskografie (Auswahl)

### Alben
- Ain’t It Grand (1972)
- Rainbow People (1977, mehrfach als CD wiederveröffentlicht)
- Olikalikadant (1978), mit Cyndee Peters
- Golden Apples of the Sun (1981)
- Hello Stranger (1983), mit Bert Deivert
- Spirit & the Blues (1995), mit der Needed Times-Band
- Good Stuff (1997), mit der Needed Times-Band
- Me to You (1997)
- Home to Me (1999)
- Roadworks (2000)
- Just like Love (2000)
- Painting Signs (2001)
- Natural Light (2003)
- A Family Affair (2004), mit Leon Bibb
- Friends (2004)
- Sisters & Brothers (2004), mit Rory Block and Maria Muldaur
- Just Like Love (2000)
- Livin’ Lovin' & Doin’: Retrospective
- Eric Bibb, a Retrospective (2006)
- Praising Peace – A Tribute To Paul Robeson (2006), mit Leon Bibb
- Diamond Days (2007)
- An Evening with Eric Bibb (2007), Live-Album – aufgenommen im März 2002 in Sydney, Australien
- Get Onboard (2008)
- Spirit I Am (2008)
- Live à FIP (2009), zwei Livesessions von 2008 mit unterschiedlicher Bandbesetzung, aufgenommen beim Pariser Hörfunksender FIP
- Booker’s Guitar (2010)
- Troubadour Live (2011)
- Deeper in the Well (2012)
- Brothers in Bamako (2012), mit Habib Koité
- Jericho Road (2013)
- Eric Bibb and the North Country Far (2013)
- Eric Bibb in 50 Songs (2014), 3-CD-Compilation (2003–2013)
- Blues People (2014) u. a. mit Taj Mahal, The Blind Boys of Alabama, Guy Davis, Popa Chubby und Glen Scott
- Blues Detour (2014)
- Lead Belly’s Gold (mit Jean-Jacques Milteau, 2015)
- The Happiest Man In The World (mit North Country Far und Danny Thompson, 2016)
- Migration Blues (2017; nominiert für einen Grammy in der Kategorie Best Traditional Blues Album)
- Global Griot (Doppelalbum, 2018)
- Dear America (2021)
- Ridin’ (2023)
- In the Real World (2024)

### DVD
- Live at the Basement (2007), aufgenommen im März 2002 in Sydney, Australien
- Up Close with Eric Bibb (2005), aufgenommen 2005 im Musikclub The Basement in Sydney, Australien

### Sonstiges
- Guitar Tab Songbook, Volume 1 (2015; CD + DVD + CD-ROM)